# Ligando

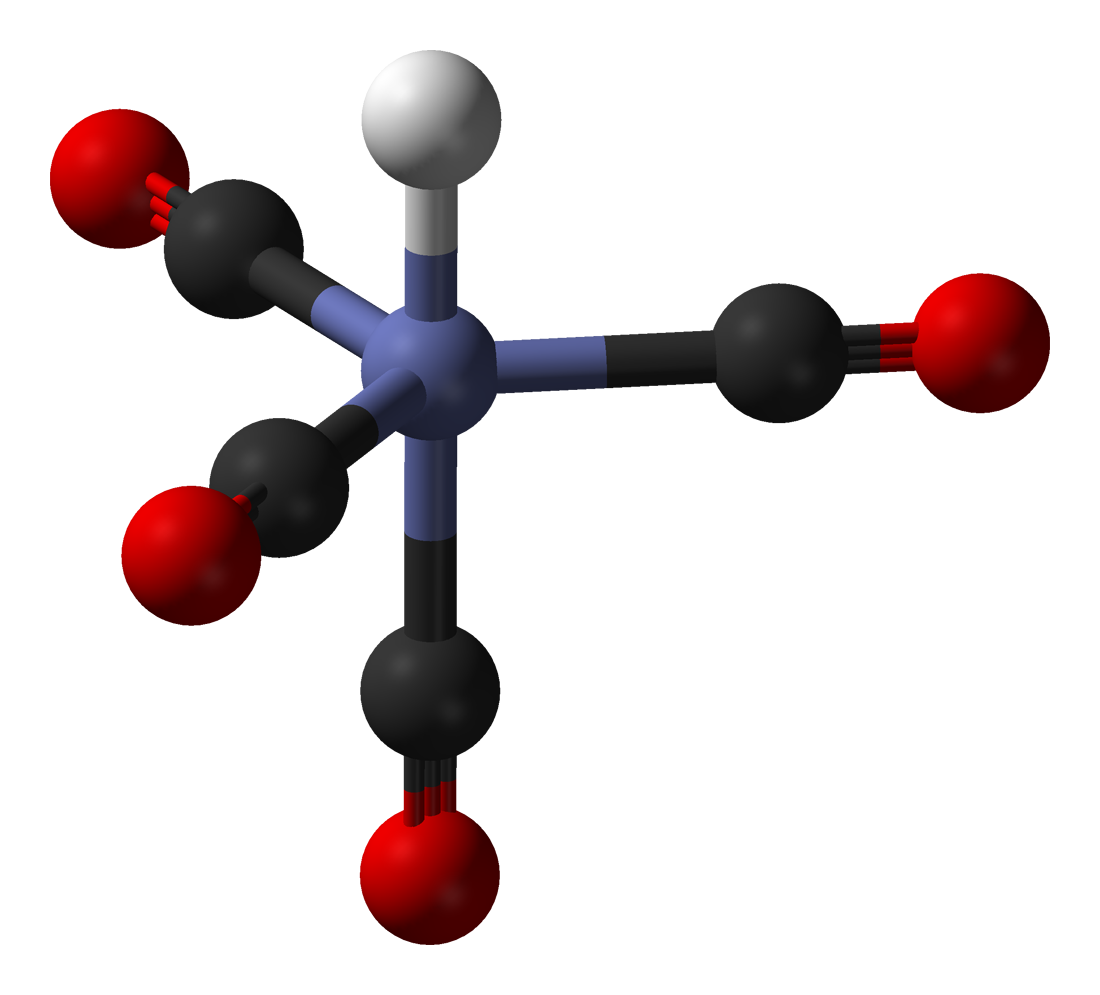
Complejo de cobalto
[HCo(CO)_{4}] con cinco ligandos

En la química de coordinación, un ligando o ligante es un ion o molécula (o grupo funcional) que se une a un átomo metálico central para formar un complejo de coordinación. El enlace entre el metal y el ligando generalmente involucra la donación de uno o más pares de electrones del ligando. La naturaleza del enlace metal-ligando oscila entre el enlace covalente y el enlace iónico. Además, el orden de enlace metal-ligando puede variar de uno a tres. Los ligandos se consideran bases de Lewis, aunque se conocen casos raros de "ligandos" ácidos de Lewis.
Los ligandos simples, como el agua o el anión cloruro, que poseen un único átomo dador de electrones, solo forman un enlace con el átomo central y por ello se denominan ligandos monodentados, mientras que las que poseen más de un átomo dador reciben el nombre de ligandos polidentados o agentes quelantes. Existe también un tercer tipo de ligandos conocidos genéricamente como ligandos ambidentados que son en realidad ligandos que actúan como monodentados, pero de dos maneras diferentes en función del metal.
Los aniones o moléculas capaces de actuar como ligandos deben poseer átomos que cuenten al menos con un par de electrones de valencia no compartidos. Estos átomos se encuentran en la esquina superior derecha de la tabla periódica, y entre ellos los más importantes son el oxígeno y el nitrógeno, dando paso luego al carbono, fósforo, azufre, cloro, flúor, etc.
Los ligandos se pueden clasificar de múltiples formas, atendiendo a su naturaleza química, denticidad, estado de oxidación, carga, tipo de enlace...

## Tipos de ligandos según denticidad
Dependiendo del número de átomos en enlazarse al átomo central, podemos distinguir en:

### Ligandos monodentados
Los ligandos de este tipo poseen un único punto de anclaje al núcleo de coordinación, de allí el nombre monodentado que quiere decir un único diente. Comúnmente se trata de moléculas pequeñas, que poseen un único átomo donador de electrones tales como el amoníaco (NH
3), el agua (H
2O), o los aniones halogenuro (X−
), alcóxido (RO−
), o alquilo (R−
) entre otros.
Cuando se forma un complejo de un catión metálico a partir de unión con ligandos monodentados se alteran notoriamente las propiedades de solubilidad del catión, en general esto debido a que el complejamiento provoca un aumento en el tamaño del ion, lo que a su vez se traduce en una disminución en la fuerza de atracción entre el catión y sus contraiones. Esto por lo general provoca un aumento en la solubilidad del ion, o, mejor expresado, una disminución de su tendencia a precipitar.

Complejo quelato de EDTA con un metal

### Ligandos polidentados o agentes quelantes
Los ligandos de este tipo son capaces de establecer dos o más uniones simultáneas con el núcleo de coordinación, pueden ser bidentados, tridentados, tetradentados etc. A este tipo de ligandos se les suele llamar también "agentes quelantes" un nombre derivado de la palabra griega kela que significa "pinza" porque el tipo de estructura espacial que se forma se asemeja a un cangrejo con el núcleo de coordinación atrapado entre sus pinzas. Muchas veces se utiliza a los agentes quelantes como agentes precipitantes, ya que al ser capaces de establecer dos o más uniones simultáneas también pueden funcionar como "puentes" entre dos o más núcleos de coordinación, facilitando la formación de enormes agregados macromoleculares que precipitan con facilidad.
Entre este tipo de compuestos encontramos por ejemplo a los aniones fosfato (PO3−
4), carbonato (CO2−
3), oxalato (-OOC-COO-), etilendiamina (NH
2-CH
2-CH
2-NH
2) y bipiridina. Un ligando polidentado de enorme importancia por la cantidad de aplicaciones que tiene es el EDTA, el EDTA posee seis sitios de unión.

### Ligandos ambidentados
Este tipo de ligandos podría considerarse un caso especial de los ligandos polidentados, porque poseen más de un átomo capaz de donar pares de electrones no compartidos, sin embargo poseen un tamaño demasiado pequeño como para ser capaces de donar electrones con ambos átomos a la vez, y en lugar de ello se enlazan de una manera ú otra dependiendo de las circunstancias.
Dentro de este grupo encontramos por ejemplo a los aniones tiocianato (S=C=N-), nitrito (O=N-O-) e isotiocianato (NC-S-)

## Tipos de ligandos según hapticidad

Hapticidad de los ligandos ciclopentadienilo

Dependiendo del número de átomos contiguos de un ligando que está coordinado a un átomo central, podemos tener diferentes grados de hapticidad, denotados con la letra griega η. Cuando solamente se enlaza a través de un átomo, estamos ante un ligando monodentado cuya hapticidad es igual a 1, y no se le denota como 1η. Por ejemplo, el butadieno puede tener hapticidad η2 o η4 dependiendo del número de átomos de carbono que se enlacen al átomo central.

## Tipos de ligandos según el tipo de enlace
Los ligandos de complejos de coordinación pueden ser de varios tipos, dependiendo de su naturaleza exterior:

### Ligandos dadores-σ dadores-π
Son ligandos muy electronegativos, bases duras, con gran densidad electrónica alrededor del núcleo. Se caracterizan por estabilizar principalmente metales de transición en altos estados de oxidación. El metal en alto estado de oxidación tiene sus orbitales d vacíos, con lo que puede aceptar la interacción π que le ofrece el ligando, formando complejos muy estables. Algunos ejemplos de estos ligandos son los halogenuros, oxo, y en general elementos altamente electronegativos.

### Ligandos dadores-σ
Con capacidad dadora-σ exclusivamente. Se caracterizan por estabilizar el estado de oxidación más estable de la primera serie de transición. Para la segunda y tercera serie no tienen mayor importancia, dado que participan poco en la estabilización o desestabilización de la molécula. Por ejemplo: ligando aquo (H2O), amoníaco (NH3) y aminas en general (NR3).[cita requerida]

### Ligandos dadores-σ y aceptores-π
Son ligandos que estabilizan estados de oxidación bajos. Al ser bajo, el metal ha perdido pocos electrones, con lo que todavía tiene electrones en sus orbitales d de valencia para ceder interacción Π al ligando. El metal y el ligando deben tener simetría adecuada para la estabilización. Los más característicos son el monóxido de carbono (CO), las fosfinas (PR3), el nitrógeno (N2) y los cianuros.[cita requerida]

### Complejos π
Son un caso especial de ligandos dadores-σ aceptores-π. Estabilizan bajos estados de oxidación, pero la interacción π no se da con el metal, sino con una nube de densidad electrónica π del ligando, es decir, con un exceso de densidad electrónica de la molécula, como puede ser, por ejemplo, la nube electrónica que se forma al tener una molécula con enlaces π. Por ejemplo: etileno y otras olefinas.[cita requerida]